# Tellervo melissa
Tellervo melissa är en fjärilsart som beskrevs av Pieter Cramer 1781. Tellervo melissa ingår i släktet Tellervo och familjen praktfjärilar. Inga underarter finns listade i Catalogue of Life.